# Иванова, Татьяна Сергеевна
Татьяна Сергеевна Иванова (родилась 12 октября 1977 года) — российская волейболистка сидя, игрок «ЦСП-Крылатское» и капитан женской сборной России. В составе сборной России — чемпионка мира 2018 года, чемпионка Европы 2017 года. Заслуженный мастер спорта России (2018) и мастер спорта России международного класса..

## Биография
Выступает за московскую команду «ЦСП-Крылатское». В составе женской российской сборной выиграла чемпионаты Европы 2017 и 2019 годов, а также чемпионат мира 2018 года; бронзовый призёр чемпионата мира 2014 года. За победу на чемпионате мира 2018 года удостоена звания Заслуженного мастера спорта России.
С 26 февраля 2019 года — член Комиссии спортсменов Всемирной федерации волейбола инвалидов, представитель волейбола сидя.